# 창파오

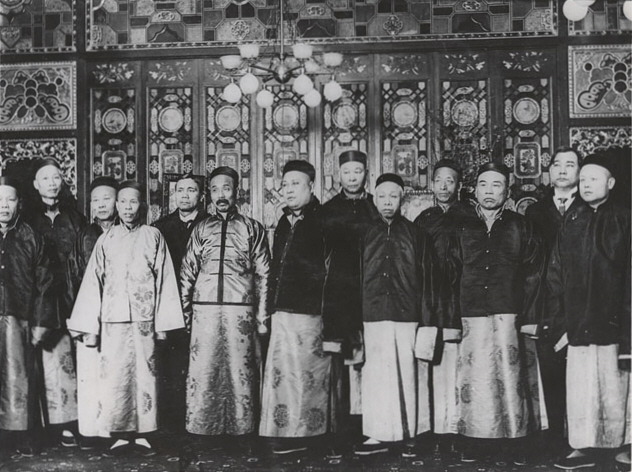
19세기 미국 샌프란시스코에 파견된 청나라 관리들이 창파오를 입은 모습

창파오(중국어 간체자: 长袍, 정체자: 長袍, 병음: chángpáo)는 청나라 시대에 형성된 중국의 전통 의상이다. 만주족의 의상을 기반으로 해서 만들어진 의상으로, 일반적으로 기다란 두루마기 형태의 남성 의복을 말한다.

## 특징
창파오는 원래 청나라를 건국한 만주족이 입던 남녀 공용의 옷이었지만 순치제 원년에 청나라의 수도가 베이징으로 이전하면서 치파오가 중원에 보급되었고 청나라 후기에 이르러 한족이 만주족 옷차림을 모방하면서 인기를 얻게 되었다. 중국의 여성 의복인 치파오는 창파오를 서양식으로 개조한 것이다.
창파오는 남성들이 입기 편하도록 발등까지 내려오는 길이에 넓은 품으로 만들어졌으며, 옆구리에 달려있는 단추 밑부분부터 발등 끝까지 옆부분이 트여있어 말을 타고 다닐 때에 불편하지 않도록 되어있다. 옷깃이 목을 덮는 긴 길이로 이루어져있어 양 깃 끝을 목을 가려지도록 여민다.

## 형태
창파오는 품이 넓고, 선이 곧으며 길이가 매우 길어 복사뼈까지 내려오는 형태를 취하고 있다. 옷깃, 옷섶, 옷자락, 소매가 모두 넓은 단으로 이루어져 있다. 옷깃이 길어, 좌우 옷깃을 서로 여며 고정하여 입는다.
어깨에서 내려오는 옆구리 라인으로 단추가 달려있으며, 단추 밑으로는 옆으로 옷이 트여있다. 트인 옷 안으로는 속옷이 보이지 않도록 하얀색 바지를 입고 생활한다. 뛰거나 운동을 할 때에는 앞자락을 허리에 두른 후 걸리적거리지 않도록 한다. 대체로 여러가지의 화려하고 다양한 무늬를 수놓아 만든다. 추운 겨울에는 목화솜 두루마기를 겉에 같이 걸쳐 입기도 한다.

## 같이 보기
- 마과 (옷)
- 한푸

## 참고 문헌

### 도서
중국의 옷 문화 (저자 : 왕웨이띠)
옷으로 읽는 중국문화 100년 (저자 : 위안저, 후웨)

### 학술논문
중국 전통복식 치파오의 발전에 내재된 인문적 요소 분석 (Analyses of Humanism Factors in Chinese Traditional Cheong-sam Development) - (저자 : 한종완, 왕설옥)